# 路德之家
路德之家（德語：Augusteum und Lutherhaus Wittenberg）是位於德國城市路德城維滕貝格的一座建築。馬丁·路德在他成人之後大部分時間生活於此。1994年以來，路德之家被認定為世界文化遺產。

## 外部連結
- The Lutherhaus on museum-digital.de （页面存档备份，存于）
- The official website of the Museum at the Lutherhaus
- UNESCO page for the Luther memorials （页面存档备份，存于）